# In This Skin
In This Skin é o terceiro álbum de estúdio da cantora americana Jessica Simpson, gravado em 2003. Foi sucesso em todo o mundo, sendo bem sucedido nas paradas mundiais, e sendo o álbum mais bem sucedidos da cantora.
O álbum ficou durante mais de 75 semanas  entre os álbuns mais vendidos nos EUA, ao todo vendeu 5 milhões de cópias no mundo.[carece de fontes?]
Teve como singles "Sweetest Sin" e "With You". Um ano mais tarde, Jessica Simpson fez um relançamento do álbum com duas faixas regravadas "Take My Breath Away" e "Angels". Uma versão acústica de "With You" também foi incluída.

## Faixas
1. "Sweetest Sin" (Diane Warren) – 3:14
2. "With You" (Billymann, Andy Marvel, Simpson) – 3:12
3. "My Way Home" (Romeo Antonio, Damon Elliott, Simpson) – 3:13
4. "I Have Loved You" (Greg Barnhill, Holly Lamar, Denise Rich) – 4:45
5. "Forbidden Fruit" (Greg Fitzgerald, Tom Nichols, Simpson) – 3:31
6. "Everyday See You" (Franne Golde, Kasia Livingston, Simpson, Andrew Williams) – 4:18
7. "Underneath" (Matthew Gerrard, Trina Harmon, Simpson) – 4:02
8. "You Don't Have to Let Go" (Jason Deere, Harmon, Simpson) – 3:43
9. "Loving You" (Elliott, Simpson, Craig Young) – 3:31
10. "In This Skin" (Rob Fusari, Harmon, Simpson) – 4:18
11. "Be" (Golde, Livingston, Simpson, A. Williams) – 4:11

### Edição Limitada
1. "Angels" (Guy Chambers, Robbie Williams) – 4:05
2. "With You" (Billymann, Marvel, Simpson) – 3:12
3. "Take My Breath Away" (Giorgio Moroder, Tom Whitlock) –3:15
4. "My Way Home" (Antonio, Elliott, Simpson) – 3:15
5. "Sweetest Sin" (Warren) – 3:12
6. "I Have Loved You" (Barnhill, Lamar, Rich) – 4:45
7. "Forbidden Fruit" (Fitzgerald, Nichols, Simpson) – 3:30
8. "Everyday See You" (Golde, Livingston, Simpson, A. Williams) – 4:17
9. "Underneath" (Gerrard, Harmon, Simpson) – 4:02
10. "You Don't Have to Let Go" (Deere, Harmon, Simpson) – 3:43
11. "Loving You" (Elliott, Simpson, Young) – 3:30
12. "In This Skin" (Fusari, Harmon, Simpson) – 4:18
13. "Be" (Golde, Livingston, Simpson, A. Williams) – 4:10
14. "With You" [acoustic version] (Mann, Andy Marvel, Simpson) – 3:15